# 우들리역 (싱가포르)

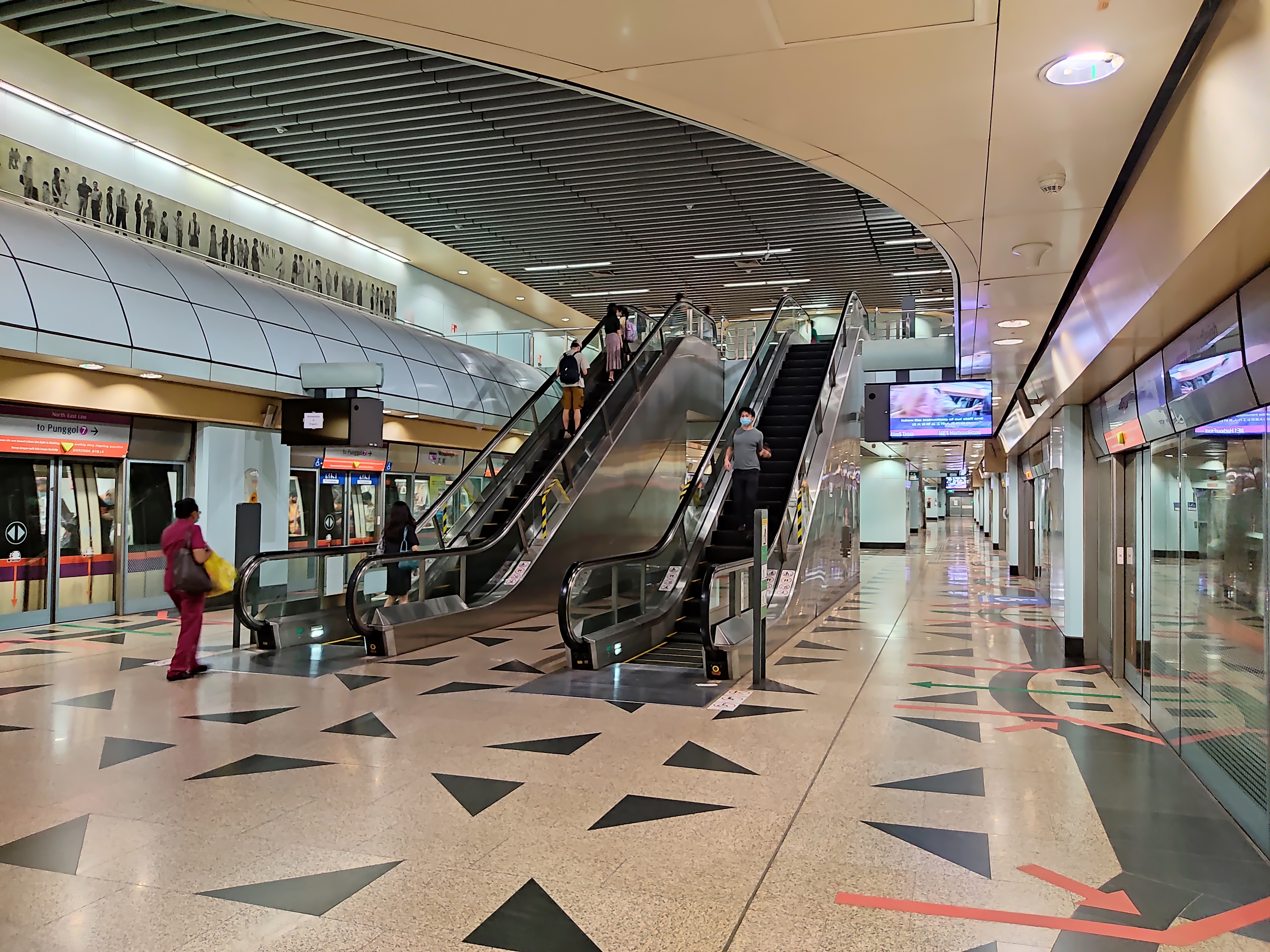

우들리역(Woodleigh MRT station)은 싱가포르 비다다리에 있는 노스이스트선(NEL)의 지하철 MRT(Mass Rapid Transit) 역이다. 역은 어퍼 알주니드 로드와의 교차점 근처 어퍼 세랑군 로드 아래에 있다. 서비스를 제공하는 지역에는 비다다리 에스테이트, 스탬포드 아메리칸 국제학교 및 우들리 레지던스가 포함된다.
우들리는 1996년 3월에 16개의 NEL 역과 함께 처음 발표되었다. 2003년 6월에 나머지 NEL 역과 함께 완료되었지만 역은 지역 개발 부족으로 인해 폐쇄된 상태로 남아 있었다. 결국 2011년 6월에 개장했다. 대부분의 NEL 스테이션과 마찬가지로 이곳도 민방위 대피소로 지정되어 있다. 우들리역에는 에이프릴 엔지(April Ng)의 아트 인 트랜싯 공공 작품인 슬로 모션(Slow Motion)이 있으며, 통근자들의 일상 생활을 30개의 아연 패널에 묘사하고 있다.